# Антьє Гарві
Антьє Мізерскі, у шлюбі Га́рві (нім. Antje Harvey, нім. Misersky; нар. 10 травня 1967, Магдебург, НДР) — колишня біатлоністка і лижниця із Східної Німеччини. 

## Досягнення
Олімпійська чемпіонка 1992 року в індивідуальній гонці. В Альбервілі здобула також і дві срібні нагороди — в естафеті й спринті. Через два роки в Ліллегаммері — друге місце в естафеті.
На чемпіонатах світу здобула золото (1985) і бронзу (1981). Обидві нагороди в естафетних змаганнях.
На чемпіонаті світу 1985 року з лижних перегонів здобула бронзову нагороду. 
Весною 1993 року одружилася з американським біатлоністом Яном Гарві. У 1995 році вона завершила спортивну кар'єру і переїхала до штату Юта, де живе з доньками Гейзел (*1996) і Перл (*2001). У 2000 році отримала американське громадянство.
За відмову брати участь у систематичному вживанні допінгу в НДР Антьє Гарві отримала медаль Гайді-Крігер у 1995 році в Берліні. Це нагорода німецької асоціації Doping-Opfer-Hilfe (Допомога у боротьбі з допінгом).